# Quark down
Le quark down (parfois appelé quark bas, mais la terminologie anglophone est la plus couramment rencontrée, souvent abrégé en quark d) est un quark, une particule élémentaire de la physique des particules.

## Propriétés
Comme tous les quarks, le quark down est un fermion. Il s'agit d'un quark de 1re génération possédant une charge électrique de -⅓ e, le deuxième quark le plus léger avec une masse comprise entre 3 et 7 MeV.c-2.
Selon le modèle standard, il forme avec le quark up les nucléons ; le proton contient un quark down et deux quarks up, tandis que le neutron contient deux quarks down et un quark up.
L'antiparticule du quark down est l'antiquark down, de charge électrique ⅓ e.
Le quark down fut nommé lorsque Murray Gell-Mann et George Zweig développèrent le modèle des quarks en 1964 ; la première preuve expérimentale de son existence fut mise en évidence en 1967 au SLAC.

## Histoire
Le quark down a été proposé en 1964 par les physiciens Murray Gell-Mann et George Zweig dans leur théorie des quarks pour expliquer la structure des hadrons.

## Hadrons
Parmi les hadrons contenant un ou plusieurs quarks down, on peut citer :
- les pions chargés π±, des mésons contenant un quark up et un anti-quark down ou vice-versa ;
- le pion neutre π0, superposition d'une paire quark-antiquark up et d'une paire quark-antiquark down ;
- les mésons η et η', superposition de plusieurs paires quark-antiquark, dont une paire quark-antiquark down ;
- un grand nombre de baryons contiennent un ou plusieurs quarks down. Par exemple, à l'instar des nucléons, les baryons Δ ne sont composés que de quarks up et down ; le Δ+ contient un quark down, le Δ0 en contient deux et le Δ− trois.